# Rivière Blanche (Saint-Casimir)
Pour les articles homonymes, voir Rivière Blanche.
La rivière Blanche est un cours d'eau qui coule dans les municipalités de Saint-Ubalde, Saint-Thuribe, Saint-Alban et de Saint-Casimir, dans la MRC Portneuf (municipalité régionale de comté), dans la région administrative de la Capitale-Nationale, dans la province de Québec, au Canada.

## Géographie
La Rivière Blanche coule sur environ 30 km vers le sud-est, surtout en milieu agricole, en passant près des municipalités de Saint-Ubalde et Saint-Casimir.
La Rivière prend sa source au Lac Blanc (altitude de 143 m), dans Saint-Ubalde. Ce lac s'approvisionne de :
- côté nord : la rivière des Pins laquelle reçoit les eaux du lac des Pins (altitude de 183 m), situé plus au nord. Ce dernier s'approvisionne de la décharge d'une série de lacs : Gervais, du Canard, Saint-Laurent, de la Galette et à l'Équerre ;
- côté nord-est : la décharge du lac Émeraude (176 m) (situé près de la montagne du lac Richard) ;
- côté sud-ouest : la décharge d'une série de lacs : Rond (174 m), à Francis (155 m), Travers (161 m), Perron (189 m), Perreault (185 m) et Froid (197 m).

Le lac Blanc est réputé pour sa villégiature et les activités récréotouristiques, notamment le camping et les activités nautiques. L'embouchure est située au sud-ouest du lac Blanc.
Le bassin versant de la rivière Blanche a une superficie de 217,12 km2. Ce bassin représente 37% de celui de la rivière Noire.

### Parcours dans Saint-Ubalde
À partir de l'embouchure du lac Blanc, la rivière Blanche s'oriente vers le sud-est jusqu'à l'embouchure du ruisseau Boisvert (note : environ 215 m après l'embouchure, le courant traverse les Chutes Morissette). Puis la rivière se dirige vers le sud en passant au nord-est du village de Saint-Ubalde, puis en récupérant les eaux du bras Fanfan et du cours d'eau Morel.
La rivière continue sa descente jusqu'à l'embouchure de la rivière Weller recevant les eaux des lacs Carillon, Sept Îles, de l'Anguille et en Cœur. De là, les eaux coulent vers le sud pour atteindre la limite de Saint-Thuribe.

### Parcours dans Saint-Thuribe, Saint-Alban et Saint-Casimir
La rivière coule vers le sud-est dans Saint-Thuribe, puis fait une brève incursion dans Saint-Alban en traversant la chute à Bélanger, près d'une scierie, pour revenir couler dans Saint-Thuribe. À partir de cette limite municipale, la rivière coule  jusqu'à l'embouchure de la décharge du lac Travers et poursuit son cours vers le sud dans Saint-Thuribe jusqu'à sa confluence rive droite avec la rivière Noire.

### Parcours en aval de l'embouchure
La rivière Noire coule vers le sud pour se déverser dans la rivière Sainte-Anne, à la hauteur de l'Île Grandbois, à la limite Est du village de Saint-Casimir. Cette confluence est située en amont de la limite de la MRC de Portneuf, en amont des ponts de l'autoroute 40 et en amont de l'embouchure de larivière Sainte-Anne.

## Utilisation du sol
Le bassin versant de la Rivière Blanche de situe principalement dans un milieu  forestier, à l'exception de la section aval de la rivière soit dans un milieu fortement agricole.

## Toponymie
Le toponyme « Rivière Blanche »  a été officialisé le 5 décembre 1968 à la Banque des noms de lieux de la Commission de toponymie du Québec.

## Photographies

À  Saint-Ubalde
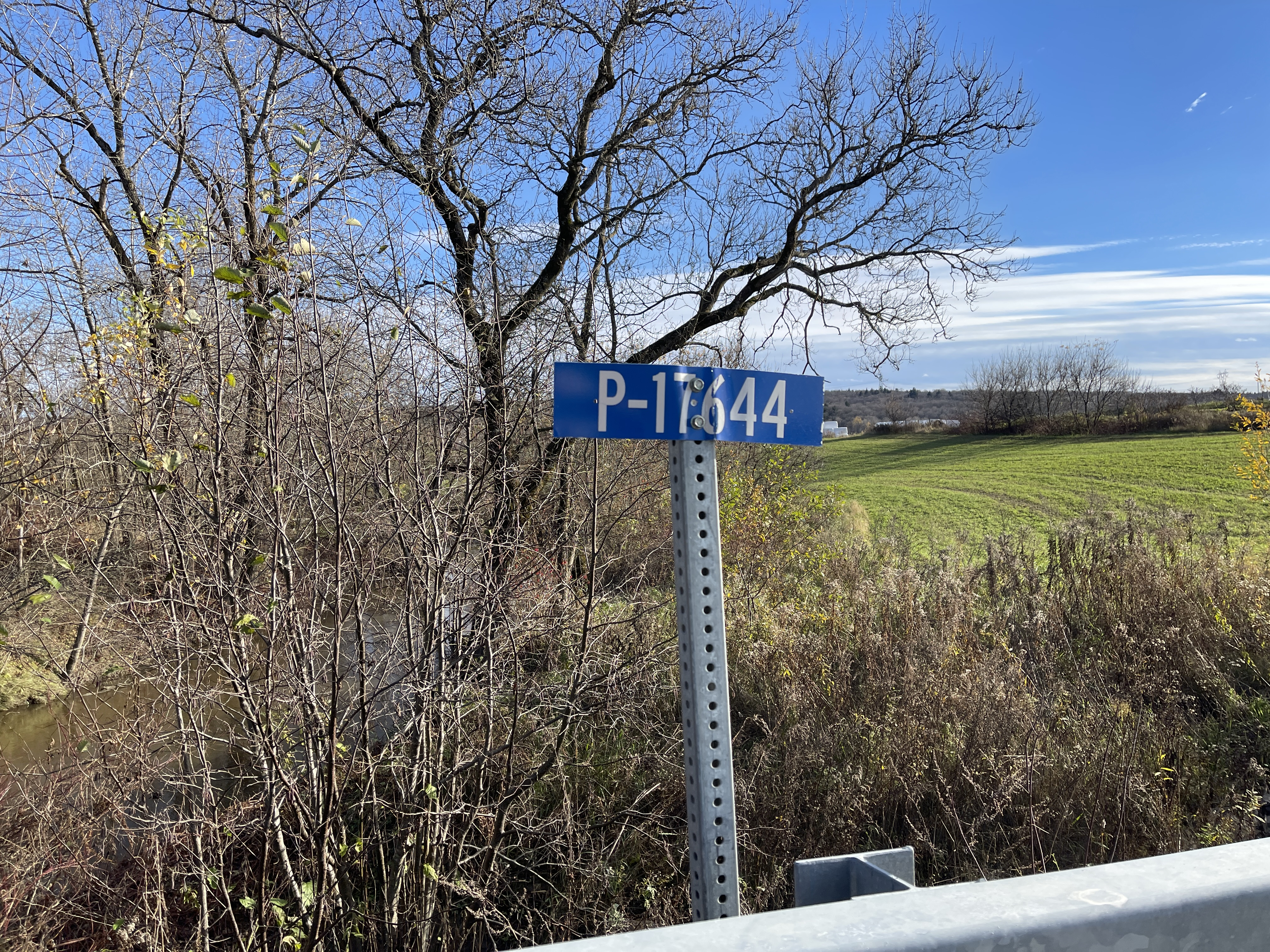
Panneau du pont P-17644[6], portique en béton armé, rang Saint-Georges
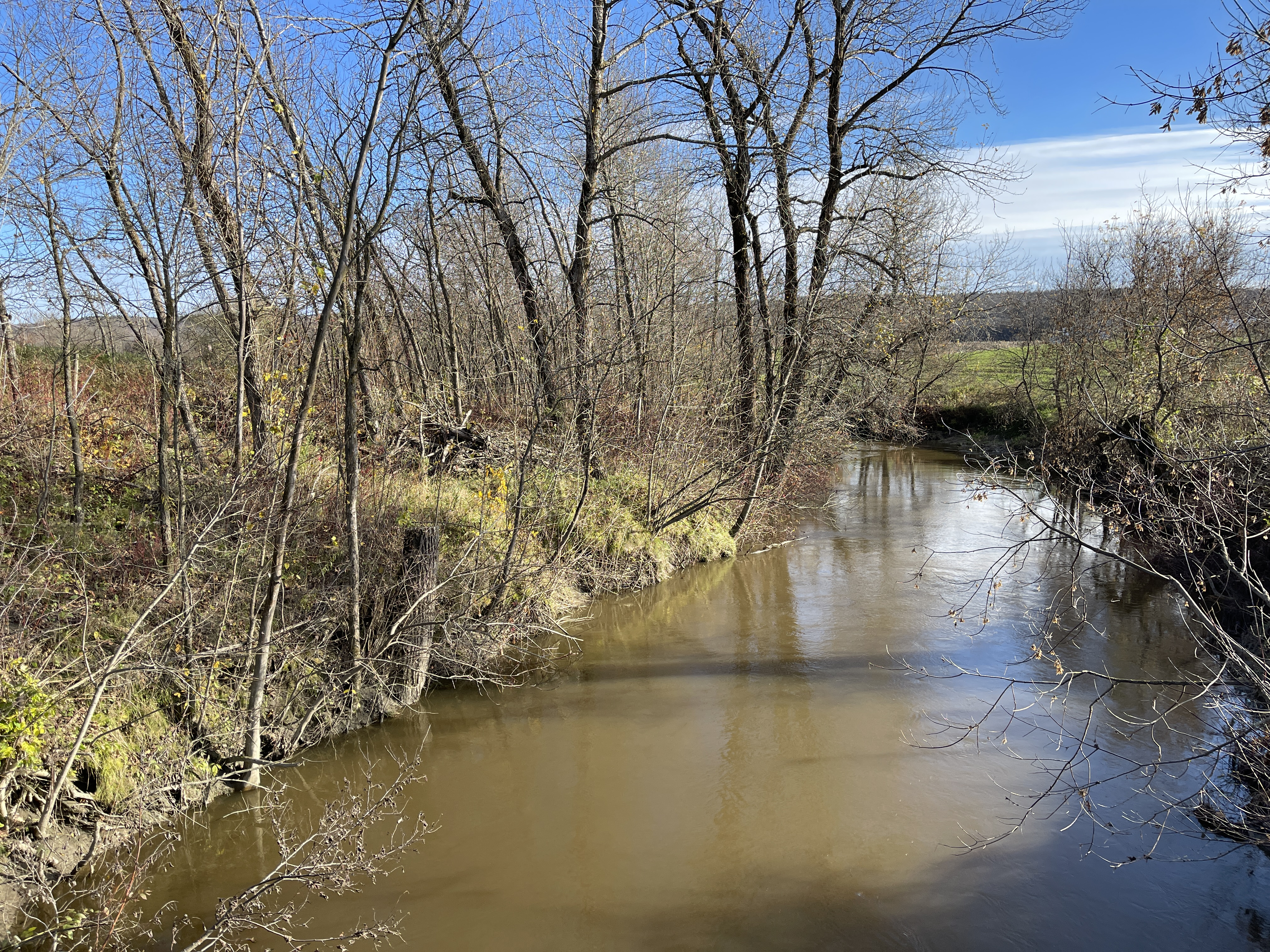
P-17644, rang Saint-Georges
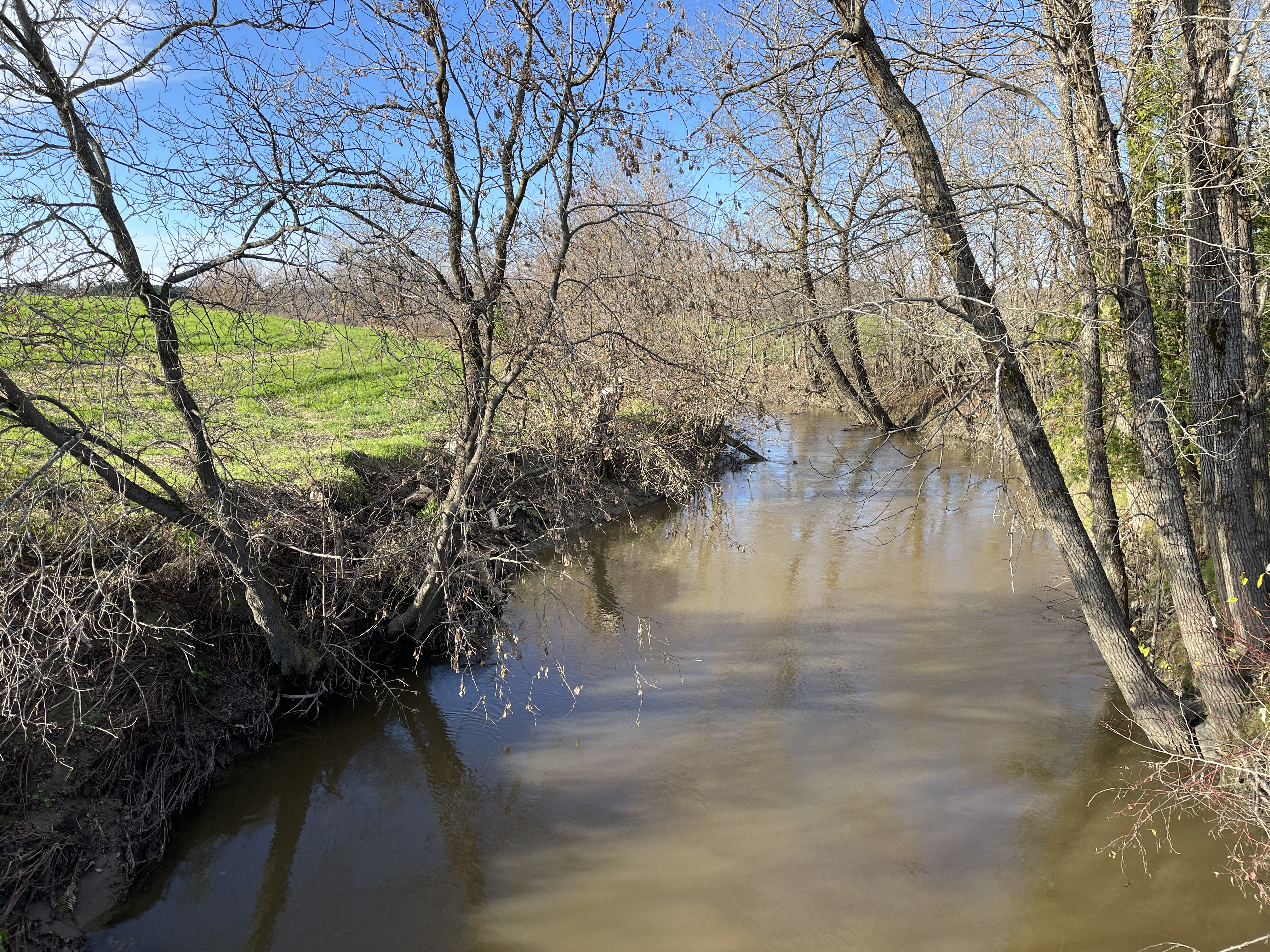
P-17644, rang Saint-Georges

À Saint-Thuribe (Québec) et Saint-Alban (Québec)
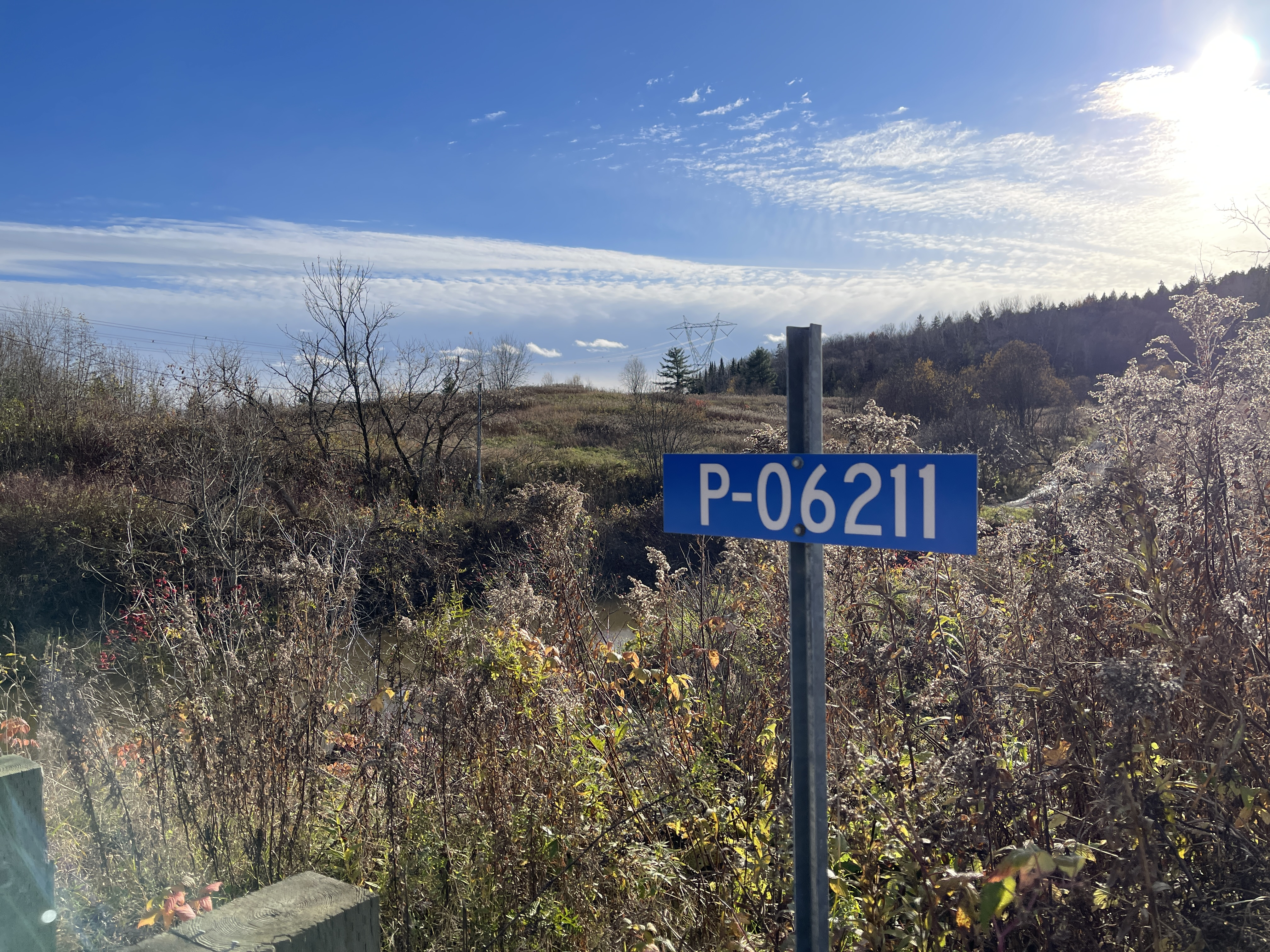
Du pont acier-bois  P-06211[6], rang Saint-Joseph, Saint-Thuribe (Québec)
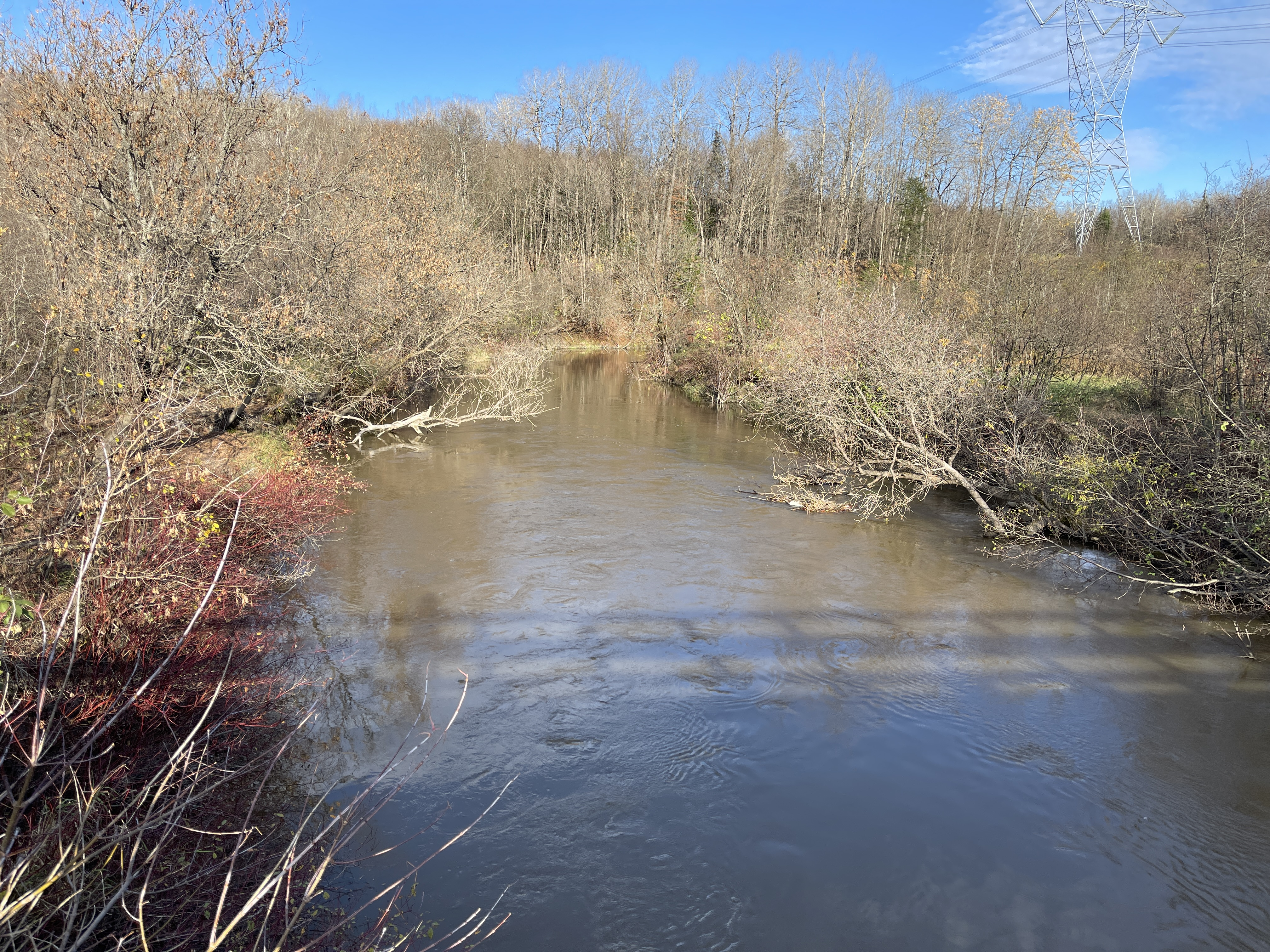
Du pont P-06211, rang Saint-Joseph, Saint-Thuribe (Québec)
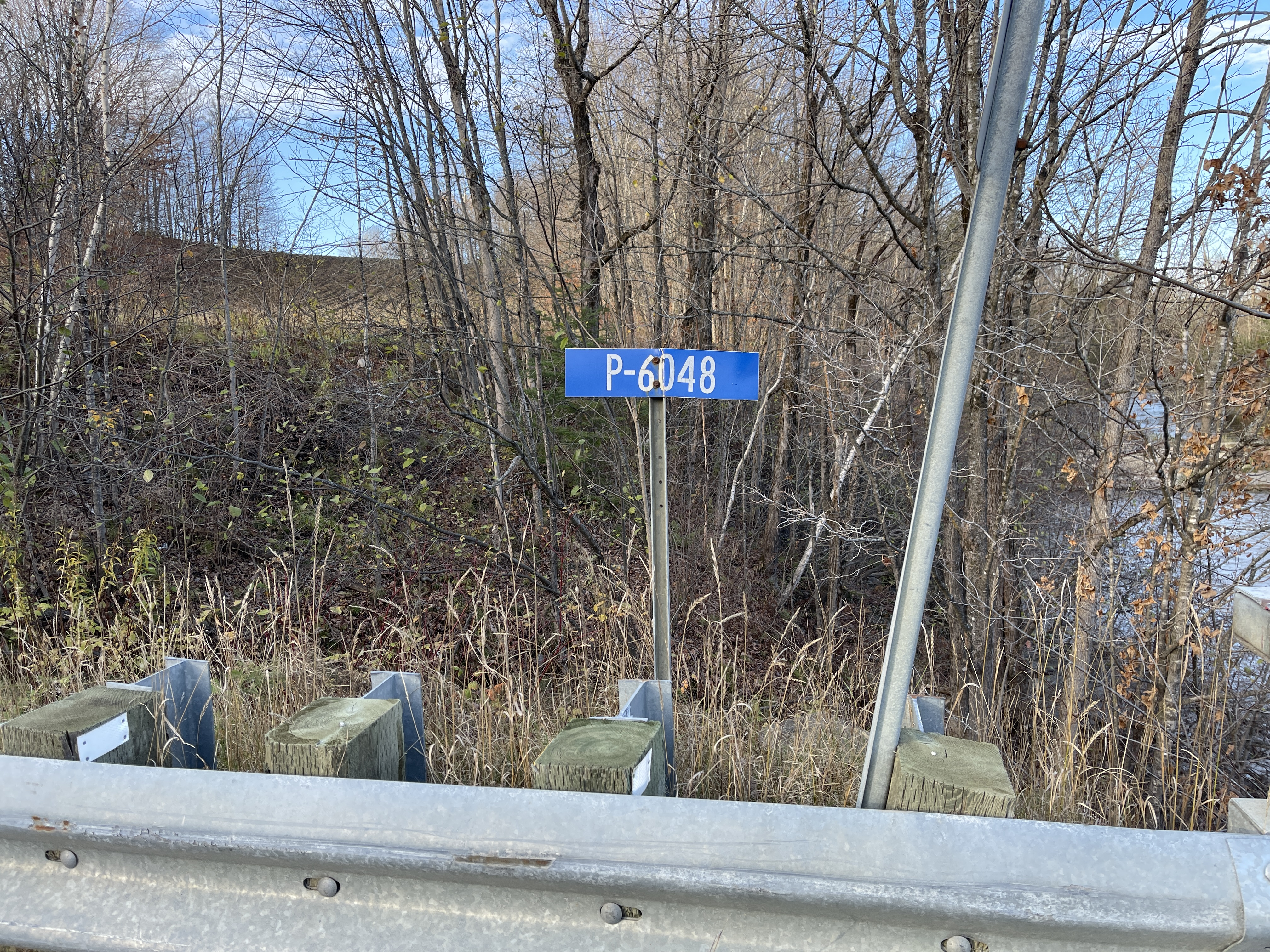
Pont à poutres en acier P-6048[6], rang de la Rivière Blanche, Saint-Alban
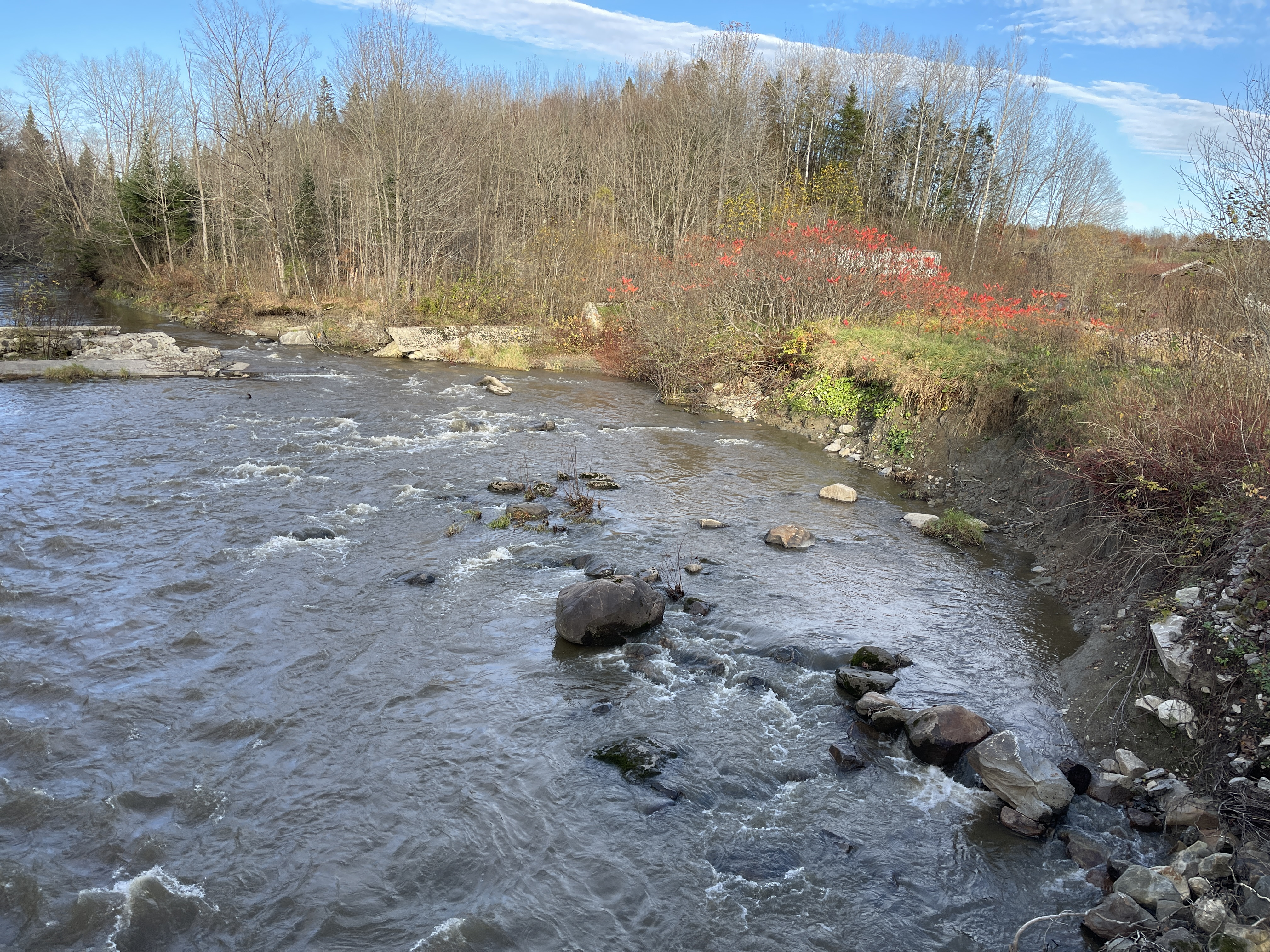
Du P-6048, rang de la Rivière Blanche, Saint-Alban
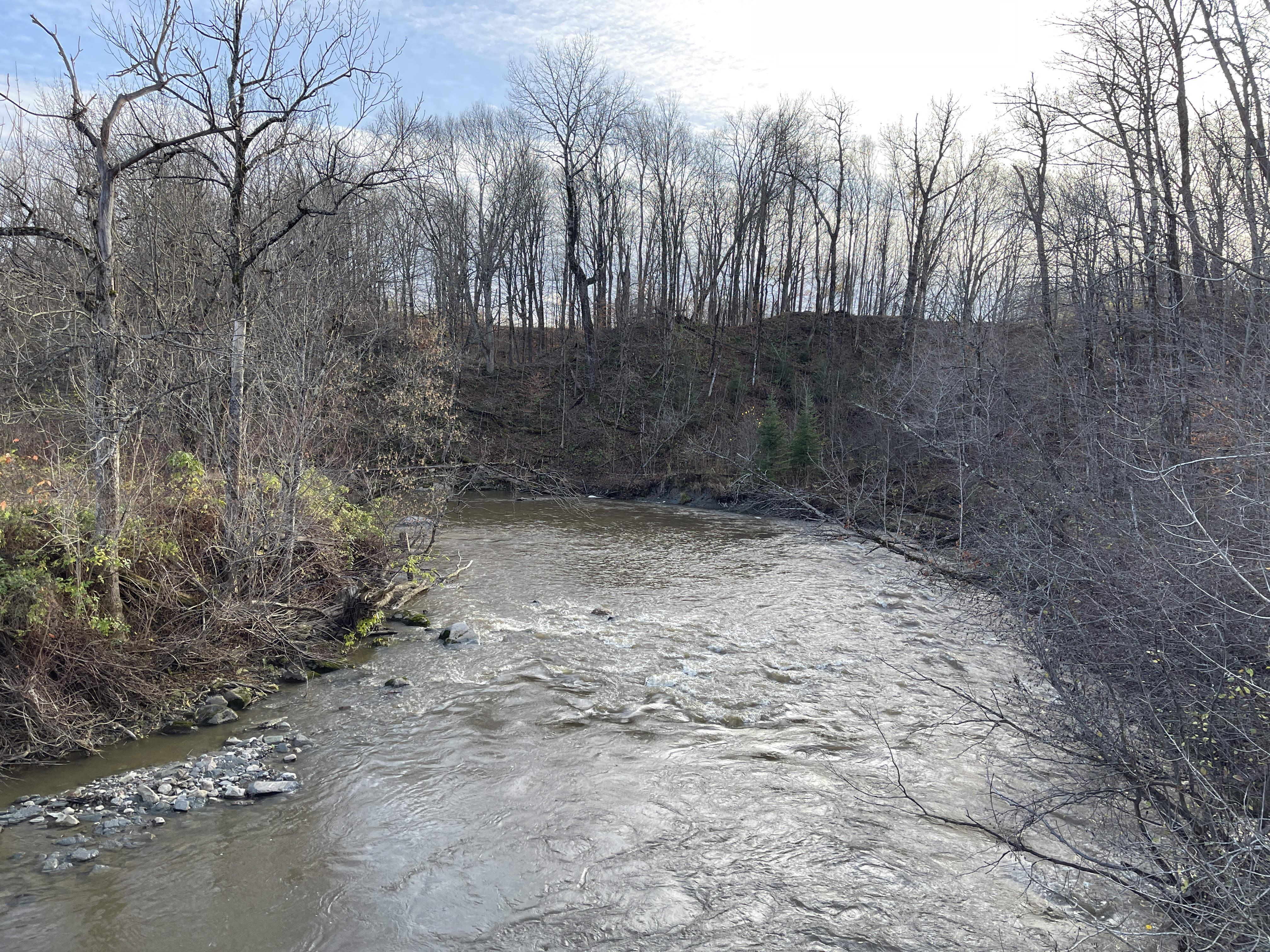
Du P-6048, rang de la Rivière Blanche, Saint-Alban